# Eugenia amoena
Eugenia amoena är en myrtenväxtart som beskrevs av George Henry Kendrick Thwaites. Eugenia amoena ingår i släktet Eugenia och familjen myrtenväxter. IUCN kategoriserar arten globalt som sårbar.
Artens utbredningsområde är Sri Lanka. Inga underarter finns listade i Catalogue of Life.